# Watermanometer TUDelft

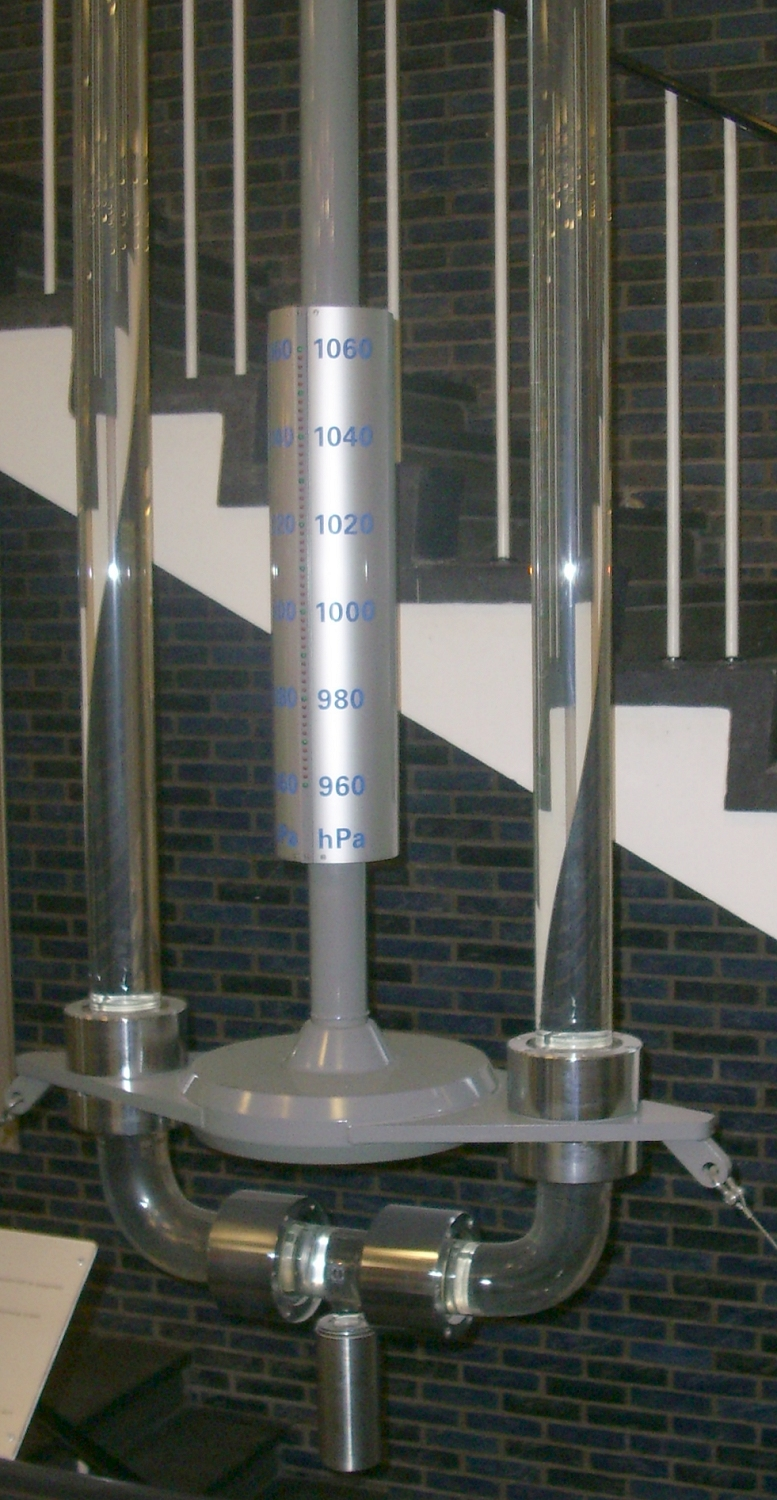
Onderzijde watermanometer TUDelft

De watermanometer van de TU Delft is een instrument om de luchtdruk te meten (barometer). Het instrument bevindt zich in het trappenhuis van het gebouw van de Faculteit Technische Natuurwetenschappen van de Technische Universiteit Delft. Het twaalf meter hoge instrument, dat te vergelijken is met een (kwik)barometer, is uniek in Nederland.
De heersende atmosferische druk wordt op elke verdieping zichtbaar gemaakt in millibar (hPa volgens het internationale eenhedenstelsel).

## Vervaardiging
De vier buissegmenten waaruit de watermanometer is opgebouwd, zijn elk zes meter lang. Deze segmenten zijn in de Glasinstrumentmakerij van de TUDelft vervaardigd uit buislengten van drie meter. Ze zijn aaneengesmolten en aan de uiteinden voorzien van kogelslijpstukken. Deze glasopstelling is door eigen gewicht, temperatuurverloop en wisselende druk erg gevoelig voor inwendige spanningen in het glas.

## Werking
De manometer werkt volgens het algemene principe van een U-buis manometer. Elke negen minuten wordt het gesloten been vacuüm gepompt. Het open been van de manometer ondervindt de atmosferische druk. Tijdens het pompen stijgt de waterspiegel in het gesloten been en daalt de waterspiegel in het open been. Als in de ruimte boven het water in het gesloten been de druk nul is zal het verschil in niveau tussen de waterspiegels in beide benen een maat zijn voor de luchtdruk. Omdat water een dichtheid heeft van ongeveer 1 kg/dm³ zal het verschil ongeveer 10 meter bedragen. Dit is ook de reden waarom een waterbarometer (manometer) zo groot moet zijn. Aan de bovenzijde van het gesloten been zal het water koken omdat de druk hier vrijwel nul is, daarom moet de vacuümpomp blijven werken om de ontstane waterdamp weg te pompen. Na enkele minuten wordt de pomp gestopt en zullen de waterspiegels weer dalen en stijgen tot zij beide op gelijk niveau zijn.
Het verschil in hoogte tussen beide waterspiegels wordt door middel van een ultrasoon meetsysteem bepaald en gecorrigeerd voor de heersende dampspanning van water (bij 20 graden Celsius ongeveer 23 hPa) in het gesloten been. Op elke verdieping bevindt zich een display waarop de luchtdruk in hPa kan worden afgelezen.

## Totstandkoming
De U-buis watermanometer is aangeboden aan de Faculteit Technische Natuurwetenschappen van de Technische Universiteit te Delft ter gelegenheid van het 60-jarig jubileum (1988) van de opleiding tot Natuurkundig ingenieur. De manometer is vervaardigd door de Bedrijfsdienst van de Faculteit Technische Natuurwetenschappen van de Technische Universiteit te Delft.
De ultrasone apparatuur voor de bepaling van het hoogteverschil tussen de waterspiegels in beide benen is ontworpen door de Technisch Fysische Dienst TNO-TUD en vervaardigd in nauwe samenwerking met de Faculteit Technische Natuurwetenschappen.

## Afbeeldingen

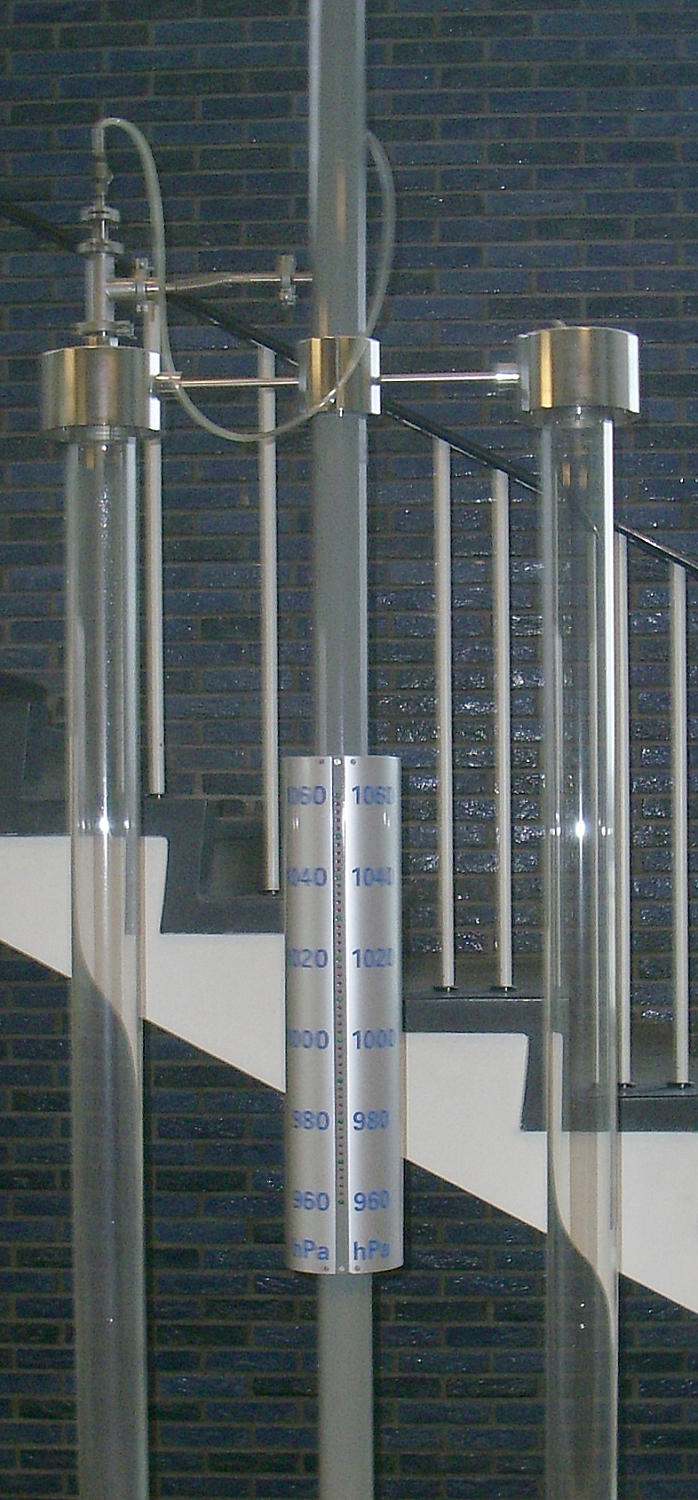
Bovenzijde watermanometer TUDelft
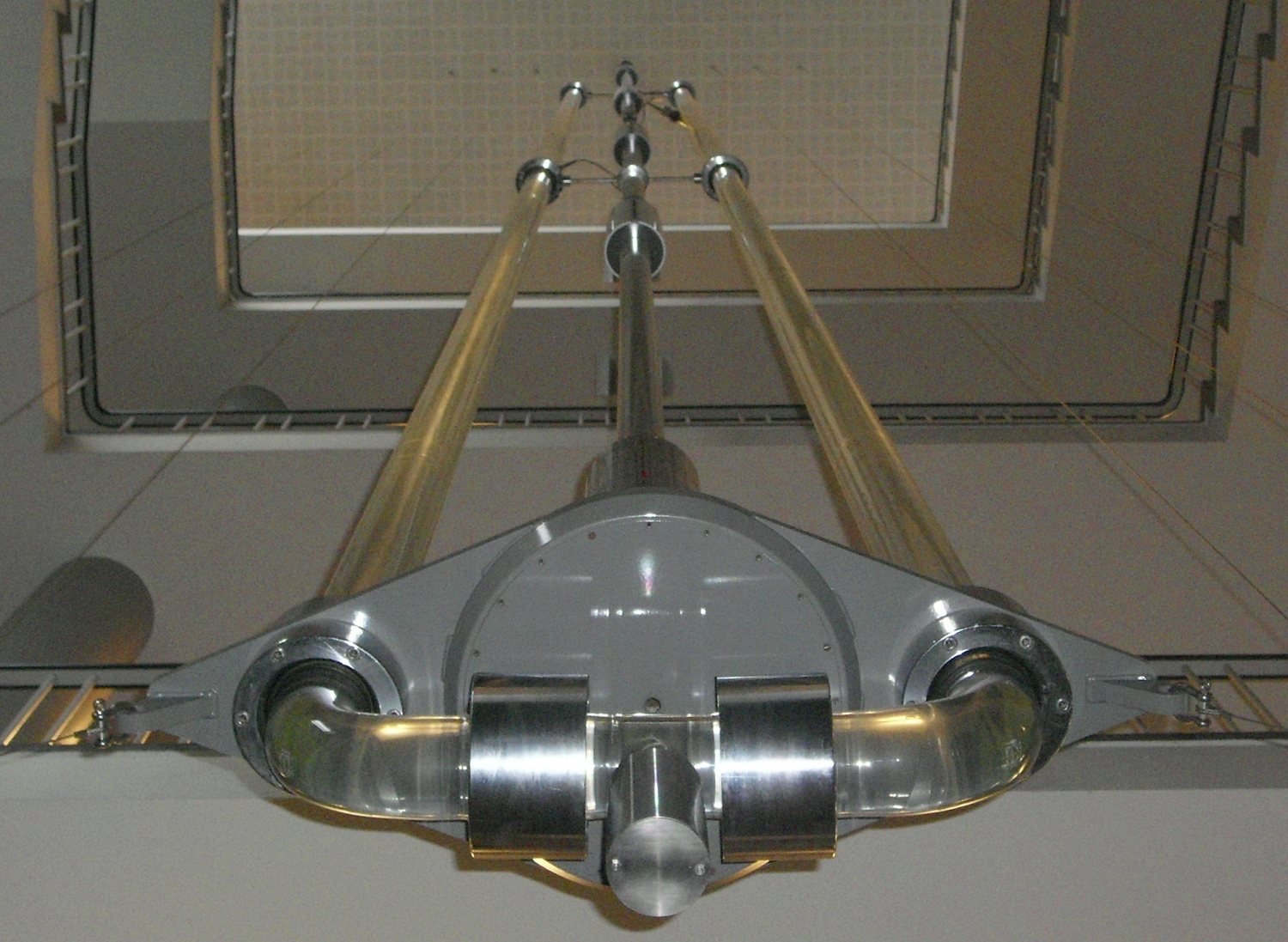
Onderaanzicht watermanometer TUDelft